# Badeweiher Marl
Der Badeweiher Marl ist ein Naturweiher in der Stadt Marl in Nordrhein-Westfalen, der an den Chemiepark Marl grenzt. Etwa die Hälfte des Weihers ist ein Badegewässer, welches vom Chemiekonzern Evonik Industries im Chemiepark Marl gefördert wird, während der Rest als Biotop abgesperrt ist. Die Wasserfläche ist in einen Nichtschwimmer- und einen Schwimmerbereich, die Uferflächen in  Liege- und Spielflächen unterteilt. Der Weiher ist unter anderem Lebensraum von Fischreihern.

## Geografie
Der Weiher liegt 2–3 km von Marl-Mitte entfernt. Die Entfernung zu Haltern am See liegt bei ca. 7 km. Weitere Seen in der Nähe sind der Tenderingssee mit 27 km Entfernung, der Halterner Stausee mit 11 km Entfernung, der Silbersee II mit 15 km Entfernung und der Ewaldsee mit 12 km Entfernung. Die Wasserfläche beträgt 170 mal 245 Meter. In der Nähe befinden sich mehrere Sportplätze und ein Hallenbad, welche ebenfalls von Evonik gefördert werden.